# وكاري نبلينا
وِكَارِي نبلينا (الاسم العلمي:Cacajao hosomi) هو نوع من الحيوانات يتبع جنس الوِكَارِي من الفصيلة السعادين الساكية.